# Victor Cosson
Victor Cosson (11 oktober 1915 - 18 juni 2009) was een Frans wielrenner.

## Levensloop en carrière
Cosson werd prof in 1937. Zijn grootste prestaties zijn een derde plaats in de Ronde van Frankrijk in 1938 en het winnen van Parijs-Camembert in 1943

## Resultaten in voornaamste wedstrijden
| Jaar | Ronde van Italië | Ronde van Frankrijk | Ronde van Spanje |
| ---- | ---------------- | ------------------- | ---------------- |
| 1937 |                  | 17e                 |                  |
| 1938 |                  | ↑                   |                  |
| 1939 |                  | 25e                 |                  |
| 1942 |                  |                     | opgave           |
| 1947 |                  | opgave              |                  |

- Bibliothèque nationale de France: cb15945404x (data)
- Gemeinsame Normdatei: 138817138
- International Standard Name Identifier: 0000 0003 7454 8856
- Système universitaire de documentation: 243806620
- Virtual International Authority File: 78806897
- WorldCat: E39PBJhRC7h8vF68HvJMgFmrv3